# Erlhof (Kirchhundem)
Erlhof ist ein Weiler mit rund 40 Einwohnern im Nordosten der Gemeinde Kirchhundem im Kreis Olpe (Nordrhein-Westfalen).

## Geografie

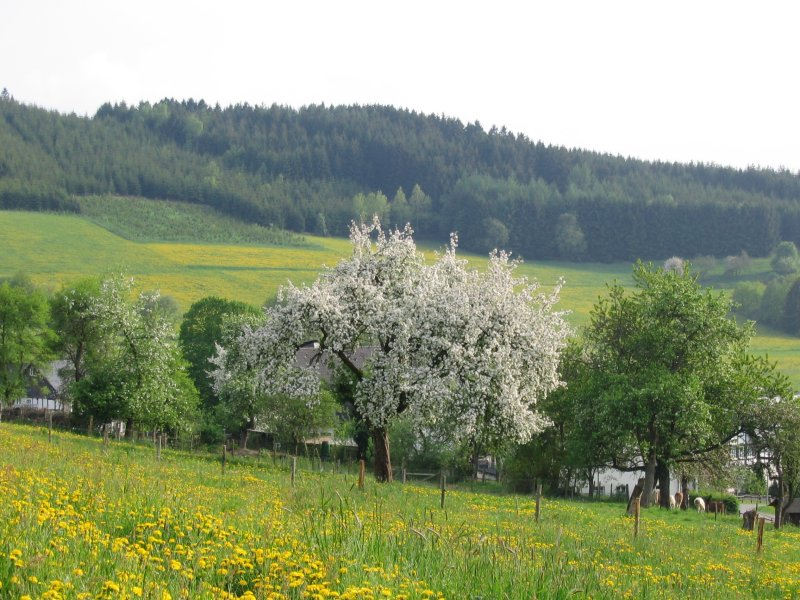
Erlhof

In etwa 380 m Höhe liegt Erlhof am Fuße des Knochen, des westlichen Ausläufers des 622 m hohen Heisterberges. In der Talsohle fließt die Selbecke, der größte rechtsseitige Zufluss der Hundem.
Die nächstgelegenen Orte sind Selbecke im Westen unmittelbar angrenzend, Stelborn etwa 1 km nordöstlich sowie Schwartmecke 1 km östlich und Oberhundem 2 km südöstlich.

## Geschichte
Ursprünglich war Erlhof wohl ein einzelnes Gut. Albert Kleffmann vermutet es als Teil der Rüdenberger Stuhlherrenkurie, die 1350 von Goswin von Rüdenberg an die Brüder Hermann und Wilhelm von Oele verkauft wurde. In der ersten urkundlichen Erwähnung 1393 gibt Graf Dietrich von der Mark den Erlehoff als Mannlehen an Hermann von Ole aus. Mitte der zweiten Hälfte des 15. Jahrhunderts wird anlässlich der Erbteilung zwischen den beiden Söhnen Johann und Eberhard seines Enkels Hermann von Ole der Erlhof dann anscheinend in zwei Halbgüter geteilt. Eberhards Erbe wird am 4. Januar 1526 zwischen seinen 3 Söhnen Hermann, Kaspar und Christian geteilt, die dann jeder 1/6 Gut bzw. 1/3 Halbgut halten.
Als 1571 Goswin von Ole, ein Sohn Kaspar von Oeles und Enkel Eberhards, seinen Anteil am Erlhof an den aufsitzenden Pächter Vinzenz Kuckuck verkauft, klagt Eberhard, ein anderer Enkel, im darauf folgenden Jahr auf Wiedereinlösbarkeit. Eberhard obsiegt in mehreren Instanzen, doch Vinzenz Kuckuck legt immer wieder Berufung ein. Zuletzt landet der Prozess sogar beim Reichskammergericht. Das Verfahren wird erst 1614, als bereits alle Beteiligten und Zeugen verstorben sind, eingestellt.
1577 verkaufen Anna von Oel und ihr Mann, Hermann von Zertzen, ihre sämtlichen Güter, die Anna von ihrem Vater Christian in den Ämtern Bilstein und Fredeburg geerbt hatte, an Caspar von Fürstenberg, welcher wiederum den sechsten Teil des Erlhofs an Eberhard von Bruch weiter veräußerte. Am 14. Januar 1617 verkaufen Kaspar Berndt Gogreve und seine Ehefrau Elisabeth von Ole ihre Gerechtigkeit an beiden Höfen zum Erlhof an Eberhard von Bruch, der damit im Besitz des ganzen Erlhofs ist. Wie Eberhard von Ole in den Besitz des halben Gutes seines Großonkels Johann gekommen ist, konnte bisher nicht belegt werden.
Für die Zeit des Dreißigjährigen Krieges liegen nur lückenhafte Belege vor. Anscheinend haben zeitweilig große Teile des Hofes wüst gelegen. Ab etwa 1660 sitzen dann drei Pächter auf dem Erlhof. Die Ursachen dieser geänderten Aufteilung sind noch unklar, jedoch haben diese drei Höfe Bestand bis in die Neuzeit.
Als Ersatz für das Walthaus Gut in Oberhundem, einem Tafelgut der Kölner Erzbischöfe, auf dessen Sohlstätte Johan Adolf von Fürstenberg das Schloss Adolfsburg bauen lässt, trägt Wilhelm Henrich von Bruch im Jahr 1674 dem Erzbischof den Güterverband des Erlhof zu Lehen an.
Etwa um das Jahr 1800 siedelt sich ein Kötter auf dem Erlhof an, 1935 ein Zimmermann.
Ab den 1960er Jahren setzt eine rege Bautätigkeit der Anwohner ein, die den Ort auf die heutige Größe anwachsen lassen.

## Kultur

### Kulinarische Spezialitäten
Bauerngeizkuchen (Kartoffelpickert, im Siegerland auch Riewekooche genannt), ist ein helles Hefebrot, bei dem ein Teil des Mehls durch geriebene Kartoffeln ersetzt wird. Dazu wird gesalzene Butter, selbst gemachte Marmelade oder Apfelgelee und Malzkaffee gereicht.

## Verkehr
Erlhof liegt an der Kreisstraße K 21, die von der Landstraße L 553 ausgehend über Selbecke, Erlhof, Stelborn und Schwartmecke in Oberhundem zurück zur L 553 führt.